# Жабари (община)
Жабари (серб. Жабари) — община в Сербии, входит в Браничевский округ.
Население общины составляет 12 270 человек (2007 год), плотность населения составляет 46 чел./км². Занимаемая площадь — 265 км², из них 80,5 % используется в промышленных целях.
Административный центр общины — село Жабари. Община Жабари состоит из 15 населённых пунктов, средняя площадь населённого пункта — 17,7 км².

## Статистика населения общины
| Год  | Население, чел. |
| ---- | --------------- |
| 1991 | 13879           |
| 2001 | 13161           |
| 2002 | 13001           |
| 2003 | 12865           |
| 2004 | 12736           |
| 2005 | 12594           |
| 2006 | 12427           |
| 2007 | 12270           |